# Antístenes
Antístenes (en griego antiguo: Ἀντισθένης, Antisthénēs) (c. 444 a. C.-c. 365 a. C.) fue un filósofo griego que estudió con el sofista Gorgias antes de convertirse en un ardiente seguidor de Sócrates. De las enseñanzas socráticas hizo suyas sobre todo las relativas a la ética. Fue partidario de un estilo de vida ascético centrado en el cultivo de la virtud. Los escritores posteriores lo consideraron fundador de la escuela cínica de filosofía, algo que hoy discuten los especialistas.

## Biografía
Nació en Atenas hacia el 446-444 a. C.. Su padre también se llamaba Antístenes, y su madre no era ateniense, posiblemente tracia. Por ello en Atenas no era considerado un ciudadano pleno, algo que lo marcó durante toda su vida. Tenía su residencia en El Pireo.
En su juventud combatió en la batalla de Tanagra en 426 a. C. Estudió retórica con Gorgias y llegó a enseñarla. Más tarde se convirtió en seguidor de Sócrates, de quien terminó por ser un discípulo entusiasta, al que admiraba sobre todo por sus enseñanzas sobre entereza, frugalidad y paciencia ante las adversidades.
Era el discípulo de Sócrates de más edad. No se llevaba bien con Platón, al que consideraba engreído, y, a su vez, tampoco Platón parecía tenerle en gran aprecio. De hecho, siendo Antístenes un acompañante habitual de Sócrates, Platón nunca lo hace participante de ninguno de sus diálogos socráticos, y solo lo menciona una vez en uno de ellos. Jenofonte, al contrario, nos proporciona en sus obras breves pero valiosos datos sobre la persona y pensamiento de Antístenes. Llegó a estar presente en la muerte de Sócrates, y se convirtió en perseguidor de sus acusadores, logrando desterrar a Ánito y ejecutar a Meleto.
Tras la muerte de Sócrates, estableció su propia escuela en el gimnasio Cinosargo situado fuera de las murallas de Atenas, junto al santuario de Heracles, donde eran admitidos los que no eran ciudadanos de pleno derecho, y entre ellos la gente de las clases populares que apreciaban la simplicidad que predicaba Antístenes. El nombre de Cinosargo (proviene quizá de κύων ἀργός, kýōn argós, ‘perro ágil’) es uno de los probables orígenes para el mote de cínicos (en griego κυνικός, kynikós, ‘similar al perro’) que luego se aplicaría a sus discípulos, aunque no en tiempo de Antístenes, ya que los contemporáneos los llamaban «antisténicos». Antístenes mismo era llamado Ἁπλοκύων, haplokýon, ‘perro sencillo’. Fue el primero que decidió llevar su capa doblada como única vestimenta, acompañándola de un báculo y zurrón, lo que terminó convirtiéndose en atuendo identificativo de sus seguidores.
Vivió más allá de la batalla de Leuctra (371 a. C.) y parece que estaba vivo en 366 a. C. Por tanto su muerte le debió llegar con casi 80 años.

## Escritos
De los escritos de Antístenes solo escasos fragmentos han llegado hasta nosotros. Apenas disponemos de dos breves discursos completos, Áyax y Odiseo, ambos predominantemente retóricos, al estilo de Gorgias.
Antístenes fue el primero en escribir diálogos, antes incluso que Platón. Nunca olvidó su orígenes en la retórica, cuyos recursos expresivos ponía en liza sobre todo al criticar y atacar a sus contemporáneos, por ejemplo a Alcibíades en su segundo Ciro, o a Gorgias en su Arquelao, o a Platón en su Satón. Su estilo era claro y elegante, y Teopompo llegó a decir que Platón tomó de él muchos de sus pensamientos. Cicerón, tras leer obras de Antístenes, las encontró agradables y le llamó «un hombre más agudo que erudito». Sabía ser irónico y le encantaban los juegos de palabras, por ejemplo al decir que prefería estar entre cuervos (κόρακες, kórakes) que entre aduladores (κόλακες, kólakes), porque los primeros devoran a los muertos y los segundos a los vivos.

## Filosofía

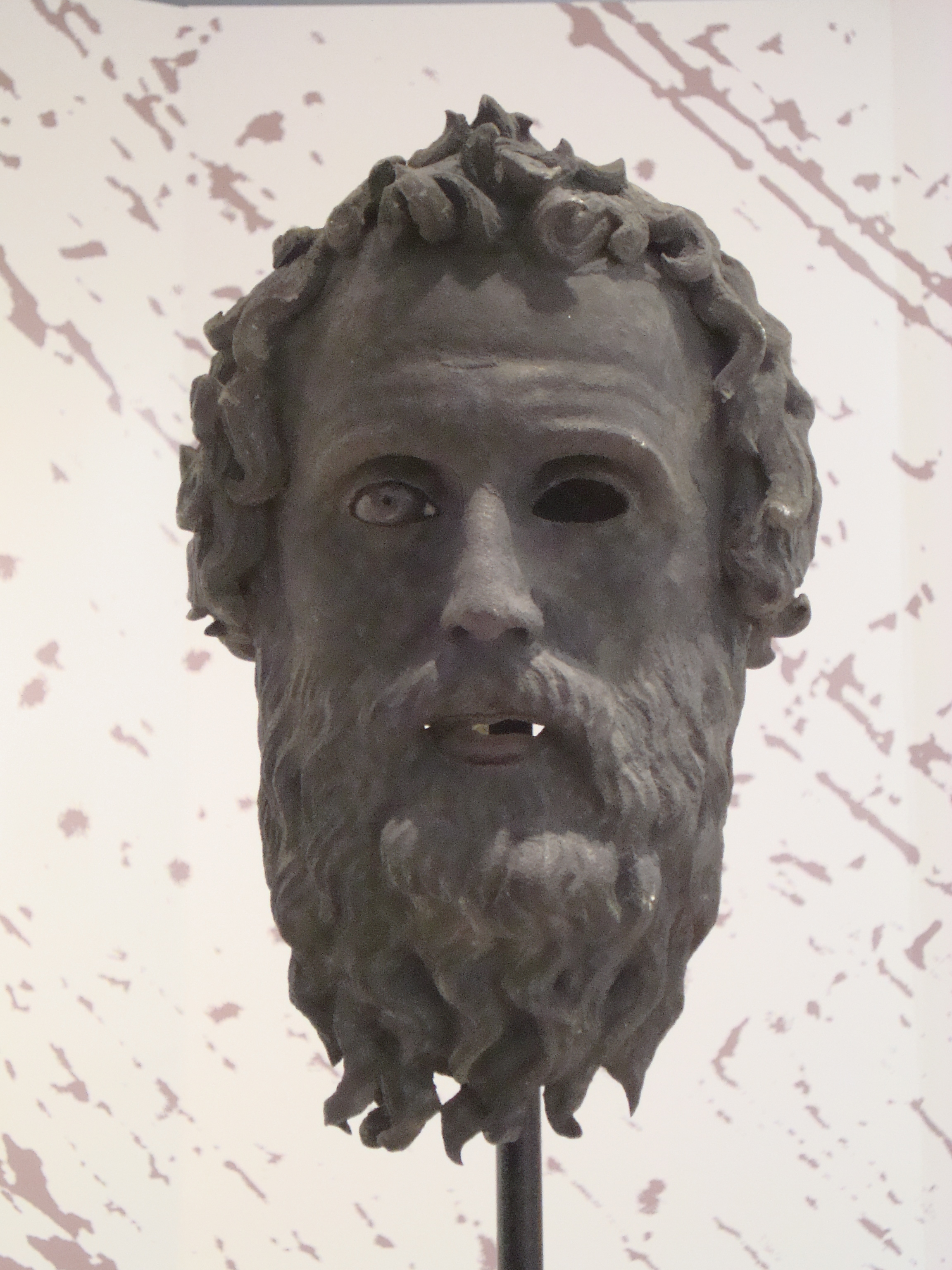
Bronce de Antístenes, Museo arqueológico provincial Ribezzo de Brindisi.

### Según Diógenes Laercio
En su Vidas, opiniones y sentencias de los filósofos más ilustres Diógenes Laercio resume así las afirmaciones centrales de la filosofía de Antístenes:

Que la virtud puede ser enseñada.
 Que solo son nobles los que son virtuosos.
 Que la virtud es suficiente en sí misma para conseguir la felicidad, necesitando solo la fortaleza de un Sócrates.
 Que la virtud está en las acciones, y no en las muchas palabras ni en los estudios.
 Que el sabio se basta a sí mismo, pues todos los bienes de los demás son todos suyos.
 Que la impopularidad es un bien y otro tanto el esfuerzo.
 Que el sabio no debe regirse por las leyes establecidas sino por las de la virtud.
 Que se ha de casar para tener hijos, y con las mujeres más hermosas y fecundas.
 Y que ha de amar, pues solo el sabio sabe a quiénes hay que amar.
Diógenes Laercio, VI, 11.

### Ética
Antístenes era un discípulo de Sócrates, y de él tomó el precepto ético fundamental que hace de la virtud, no del placer, el objetivo de la existencia. 
Todo lo que el sabio hace, dice Antístenes, se rige por la virtud, y el placer no solo no es necesario, sino claramente perjudicial. Se dice que mantenía que el dolor e incluso la mala reputación (ἀδοξία) eran bendiciones, y que dijo: «Prefiero enloquecer a llevar una vida regalada». No obstante, no es probable que considerara a todos los placeres desdeñables, sino solo los que provienen de la satisfacción de deseos sensuales o artificiales, pues le encontramos alabando los placeres que surgen «del almacén de mi alma», o del trato con un amigo sabiamente escogido. 
En el Banquete de Jenofonte, el autor pone en boca de Antístenes un resumen de su actitud ante las riquezas y los placeres:

«Creo, amigos, que las personas no tienen la riqueza y la pobreza en su casa, sino en sus almas.

Veo, en efecto, que muchas personas corrientes, aun teniendo una gran cantidad de riquezas, se consideran tan pobres que afrontan toda clase de fatigas y de riesgos para poseer más.

[...] Les ocurre lo mismo que a una persona que dispusiera de mucho y que, por mucho que comiera, nunca estuviera satisfecha.
 
En cuanto a mí, tengo tantos bienes que [...] me sobra para comer hasta llegar a no tener hambre, para beber hasta no tener sed y para vestirme hasta el punto de no tener frío.

Y cuando estoy en mi casa, los muros se me antojan cálidas túnicas y mantos muy espesos los tejados, y la cama que tengo es tan satisfactoria que incluso me cuesta trabajo despertarme.

Y si alguna vez mi cuerpo me pide amor, hasta tal punto me basta lo que tengo a mano, que las mujeres a las que me acerco me colman de caricias porque ningún otro querría acercarse a ellas.

Y todos esos placeres me parecen tan agradables que no desearía encontrar mayor gusto practicando cada uno de ellos, sino menos; hasta tal punto creo que algunos de ellos son más dulces de lo conveniente.

[...] Porque incluso cuando quiero darme buena vida no compro en el mercado lo más lujoso (pues sale demasiado caro), sino que lo saco del almacén de mi alma. Mucho mayor es mi placer cuando espero la necesidad [...] que cuando consumo algo costoso, como me ocurre ahora mismo, que me he encontrado con este vino de Tasos y lo bebo sin tener sed.

Jenofonte, Banquete, IV, 34-44.

El bien supremo lo situó en vivir la vida de acuerdo con la virtud, consistiendo la virtud en los actos, y que, una vez alcanzada es como un arma de la que nunca le podrán despojar, alejando al sabio del error. La virtud está muy unida al ejercicio de la razón, pero para lograr que se plasme en actos y sea suficiente para ser feliz es necesario la ayuda de una fortaleza socrática (Σωκρατικὴ ἱσχύς).

### Física
En sus libros obra sobre la naturaleza (περὶ φύσεως, peri physeos) incluía una teoría sobre la naturaleza de los dioses. En ella mantenía que había muchos dioses en la creencia de las gentes, pero un solo Dios natural. También decía que Dios no se parece a nada terrestre y, por tanto, no se puede comprender a partir de ninguna imagen.

### Lógica
Antístitenes estaba preocupado con lo que más adelante se llamará el problema de los universales. Era un nominalista, y sostenía que las definiciones eran o falsas o tautológicas, pues solo podemos decir que un individuo es lo que es, y solo podemos dar de él una descripción de sus cualidades, por ejemplo que la plata es del color del estaño. Así, no creía en las ideas platónicas. «Puedo ver un caballo», decía Antístenes, «pero no veo la caballeidad». La definición es, pues, un rodeo para afirmar una identidad: «un árbol es una planta vegetal» es lógicamente lo mismo que «un árbol es un árbol».
De Antístenes es la primera definición conservada de la proposición como «aquello que expresa lo que algo es o era». El socrático Antístenes tuvo interés por la lógica, como atestigua Aristóteles, y afirmaba también que la contradicción es imposible, porque a cada cosa o nombre le corresponde un único significado o definición. Los cínicos posteriores no recogieron ese interés por la lógica y la diálectica, pese a que sí lo hicieron los sofistas y otros socráticos, e incluso Sócrates mismo.

### Filosofía del lenguaje
Parece ser que Antístenes distinguió «un objeto general que puede alinearse con el significado de una locución» de «un objeto particular de referencia extensional». Esto «sugiere que hace una distinción entre sentido y referencia». Todo ello se basa en una cita de Alejandro de Afrodisias en su Comentario a los ‘Tópicos’ de Aristóteles en donde se hace una triple distinción:
1. el medio semántico (δι' ὧν λέγουσι),
2. un objeto externo al medio semántico (περὶ οὗ λέγουσιν),
3. la indicación directa de una cosa (σημαίνειν … τὸ …).[32]

## Antístenes y el cinismo
En tiempos posteriores se hizo de Antístenes el fundador de la escuela cínica, pero no es seguro que él hubiera aceptado ese calificativo. Aristóteles, una generación posterior a Antístenes, se refiere en sus escritos a él y a sus seguidores como «los antísténicos», sin hacer mención al cinismo. Se cuentan anédotas sobre el famoso cínico Diógenes de Sinope siguiendo a Antístenes como si fuera su perro, pero ni siquiera es seguro que ambos llegaran a conocerse.
Algunos estudiosos, partiendo del descubrimiento de monedas de Sinope fechadas en 350-340 a. C., creen que Diógenes solo estuvo en Atenas después de la muerte de Antístenes. Se cree que la relación entre Antístenes y Diógenes fue un invento posterior de los estoicos para justificar un enlace entre Sócrates y Zenón a través de Antítenes, Diógenes y Crates. Este relato era importante para los estoicos al garantizar «una sucesión apostólica entre Sócrates y el estoicismo».
No se encuentran en Antístenes los rasgos agresivos del cinismo, tal como se muestran en Diógenes de Sinope, ni tampoco la radical desvergüenza en el hacer (ἀναιδεία) ni en el decir (παῤῥησία) del cinismo posterior. En todo caso, Antístenes ciertamente adoptó un estilo de vida ascético, y creó muchos de los principios de la filosofía cínica que sirvieron de inspiración a Diógenes y a los cínicos posteriores. Como dice Diógenes Laercio, puso los cimientos para la ciudad que luego construirían cínicos y estoicos.

## Catálogo de obras

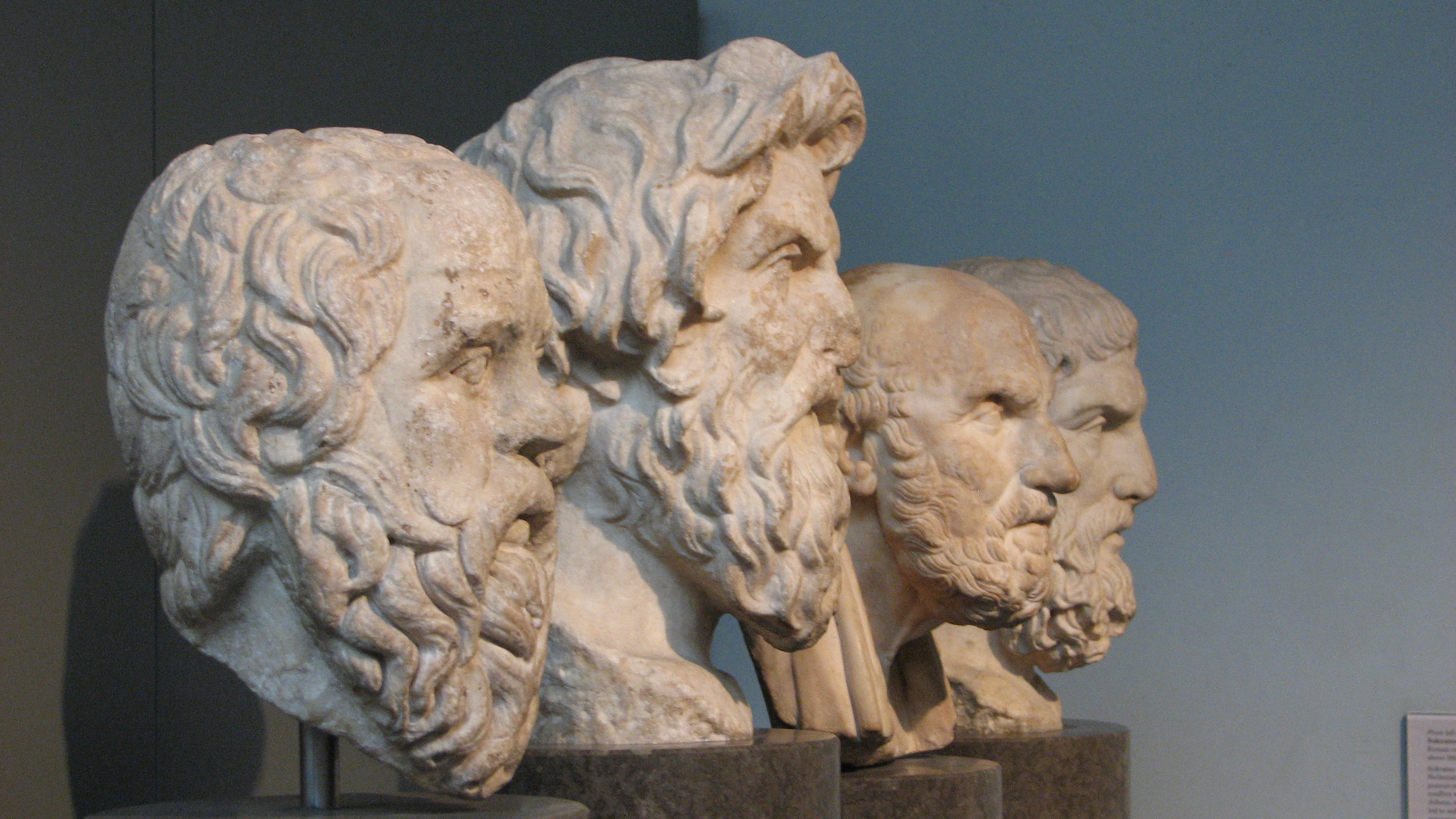
Cabezas de mármol de Sócrates, Antístenes, Crisipo y Epicuro, copias romanas de originales helenísticos en el Museo Británico.

Diógenes Laercio ofrece un catálogo de múltiples opúsculos, diálogos y discursos de Antístenes, agrupados en diez tomos:
Tomo I
Acerca de la dicción o de los caracteres;
Áyax o Discurso de Áyax;
Odiseo o Sobre Odiseo;
Apología de Orestes o acerca de los redactores de pleitos;
Paralelo de escritores o Lisias e Isócrates;
Contra el «sin testimonio» de Isócrates.
Tomo II
Sobre la naturaleza de los animales;
Sobre la procreación o Erótico sobre el matrimonio;
Sobre los sofistas, un tratado fisiognómico;
Sobre la justicia y el valor, protréptico, en tres libros;
Sobre Teognis, libros cuarto y quinto.
Tomo III
Sobre el bien;
Sobre el valor;
Sobre la ley o Sobre la constitución política;
Sobre la ley o Sobre lo bello y justo;
Sobre libertad y esclavitud;
Sobre la fe;
Sobre el guarda o Sobre la obediencia;
Sobre la victoria, tratado económico.
Tomo IV
Ciro;
Heracles el mayor o Sobre la fortaleza;
Tomo V
Ciro o Acerca de la realeza;
Aspasia.
Tomo VI
La verdad;
Sobre la discusión, obra dialéctica;
Satón o Sobre de la contradicción, tres libros;
Sobre el hablar;
Tomo VII
Sobre la educación o Sobre los nombres, en cinco libros;
Sobre la aplicación de las denominaciones, obra erística;
Acerca de la pregunta y la respuesta;
Sobre la opinión y el conocimiento científico, cuatro libros;
Sobre el morir;
Sobre la vida y la muerte;
Acerca de las cosas del Hades;
Sobre la naturaleza, dos libros;
Opiniones o Erístico;
Problemas sobre el aprendizaje;
Tomo VIII
Sobre música;
Sobre los comentaristas;
Sobre Homero;
Sobre la injusticia y la impiedad;
Acerca de Calcante;
Sobre el espía;
Sobre el placer.
Tomo IX
Sobre la Odisea;
Sobre el bastón del adivino;
Atenea o sobre Telémaco;
Sobre Elena y Penélope;
Sobre Proteo;
El cíclope o Sobre Odiseo;
Sobre el uso del vino o Sobre la ebriedad o Sobre el cíclope;
Sobre Circe;
Sobre Anfiarao;
Sobre Odiseo y Penélope y el perro.
Tomo X
Heracles o Midas;
Heracles o Acerca de la fuerza o la sensatez;
Ciro o el amado;
Ciro o los espías;
Menexeno o Sobre el mando;
Alcibíades;
Arquelao o Sobre la realeza.

## Eponimia
El asteroide (6614) Antisthenes fue nombrado así en honor de este filósofo.